# Kvastmakarbacken

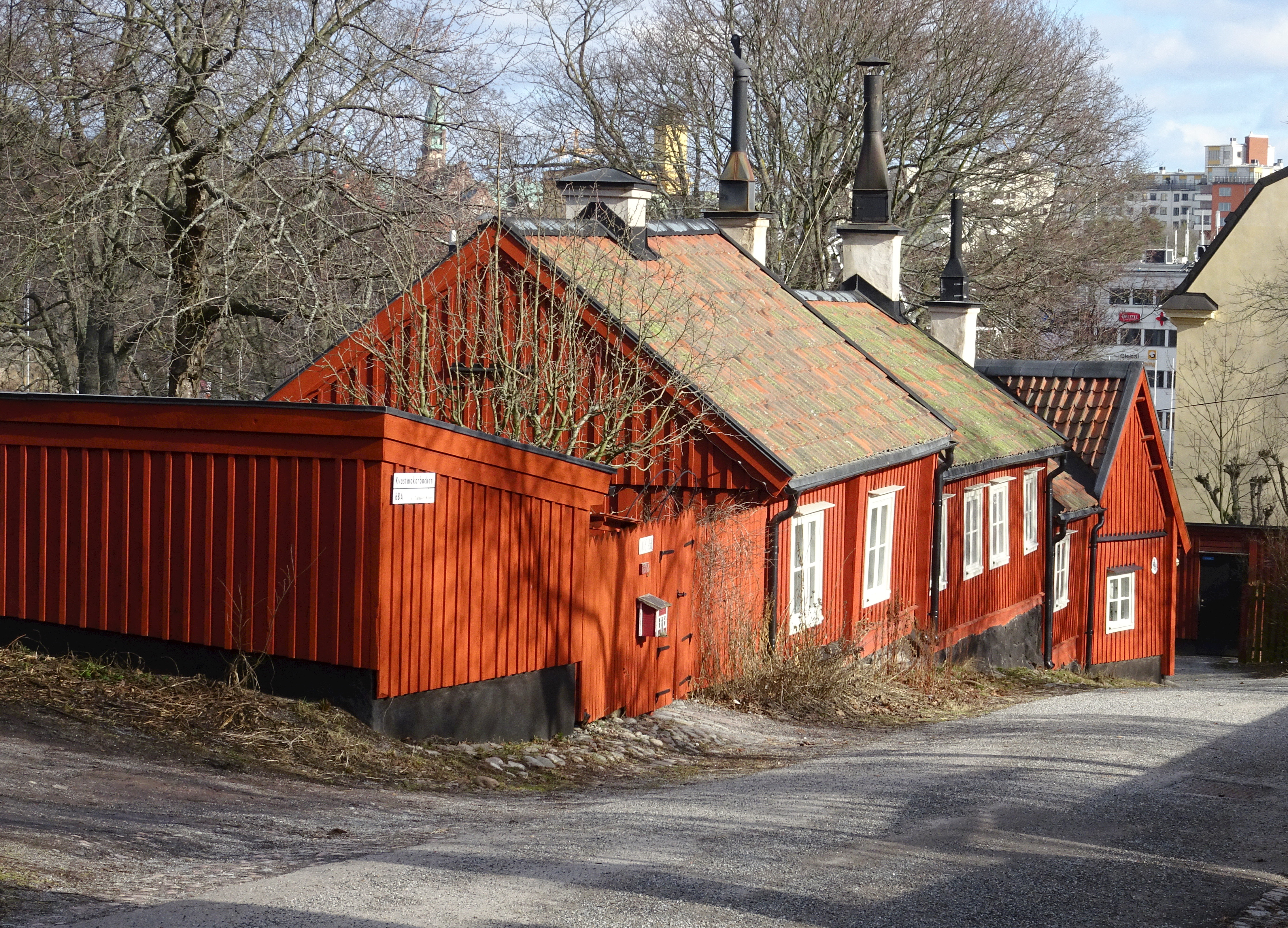
Kvastmakarbacken mot öster, mars 2019.

Kvastmakarbacken är en gata på östra  Södermalm i Stockholm. Samtliga byggnader vid Kvastmakarbacken och Kvastmakartrappan är blåklassade av Stockholms stadsmuseum vilket innebär att husens kulturhistoriska värde motsvarar fordringarna för byggnadsminnen i kulturminneslagen. Bebyggelsen ingår i kulturreservatet Åsöberget.

## Historik
År 1806 hette gatan Quastmakare Backen och förmodligen hade det bott en eller flera kvastmakare i några av de små husen på Åsöberget. Från Åsögatans östliga slut leder en lång trätrappa ned mot Tegelviken och Londonviadukten, den heter Kvastmakartrappan och fick sitt namn 1968. Vid trappan ligger kvarteret Tjärboden med trähus som enligt Stadsmuseet hör till några av de bäst bevarade exemplen på en äldre bostadsbebyggelse för fattiga arbetarfamiljer i Stockholm.

## Området idag
Området kring Kvastmakarbacken och Kvastmakartrappan har kvar sin 1700-talskaraktär med små faluröda stugor och höga plåtskorstenar. Det är numera ett så kallat reservatsområde med ett antal fastigheter som är kulturhistoriskt särskilt värdefulla. Husen ägs och förvaltas av AB Stadsholmen. Ett av husen i reservatområdet är Hedbergs malmgård, där släkten Hedberg bodde från 1721 till 1787. Längst ned i backen med adressen Kvastmakarbacken 1A och B och skild från den övriga bebyggelsen, ligger Gröna gården, som är ett stenhus från 1854 ritat av Johan Fredrik Åbom som arbetarbostad.

## Bilder

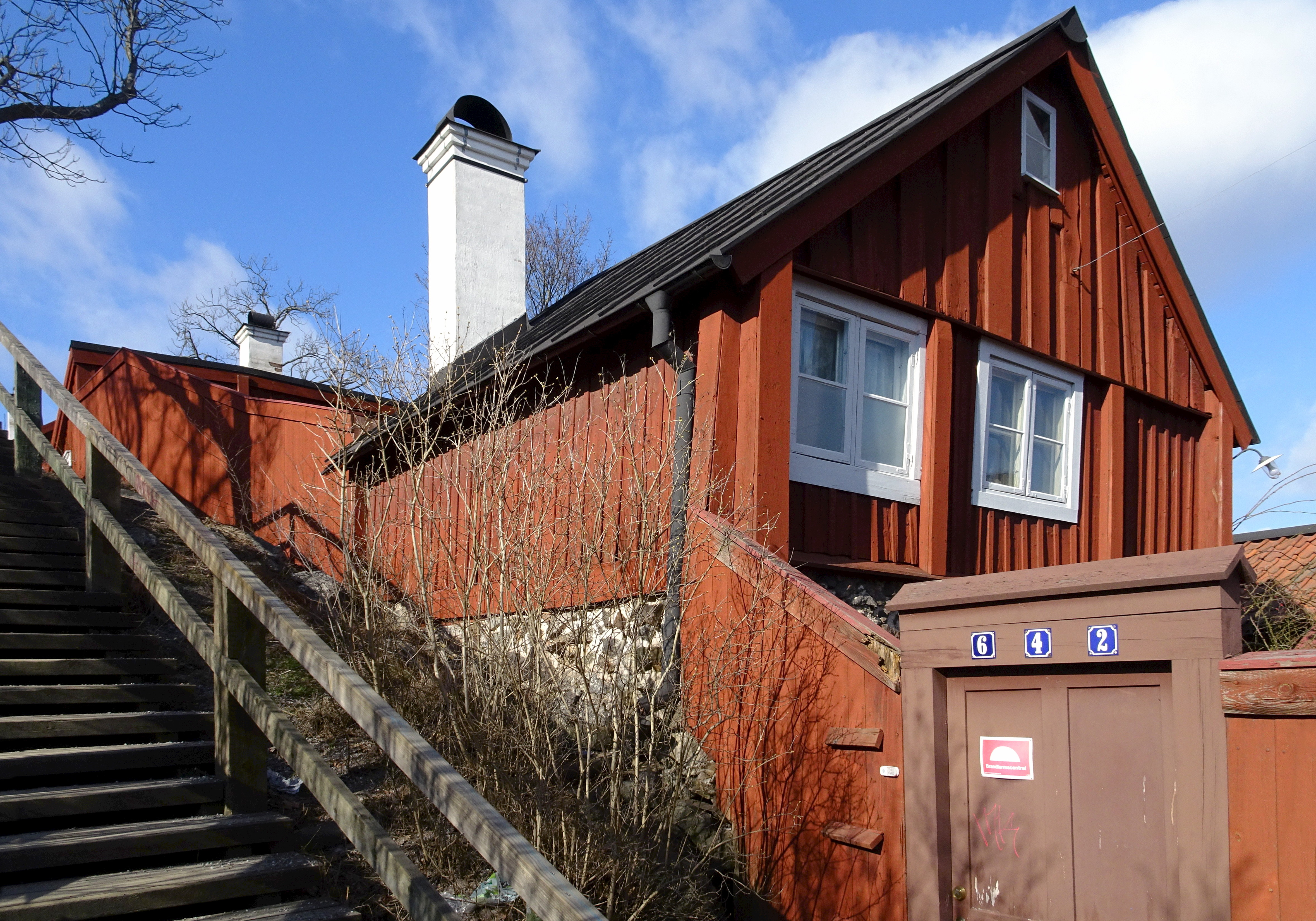
Kvarteret Tjärboden vid Kvastmakartrappan i mars 2019.
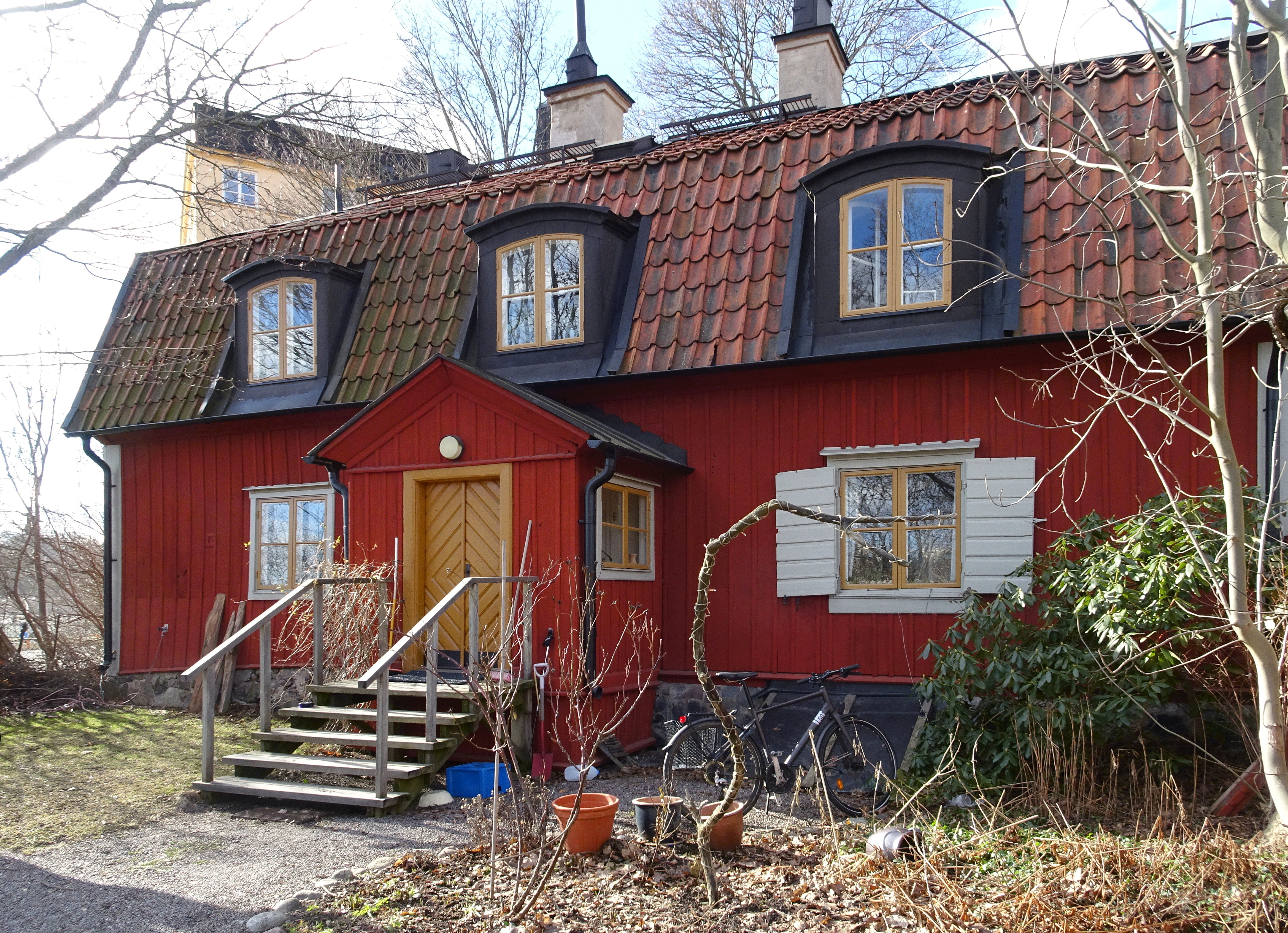
Hedbergs malmgård i mars 2019.
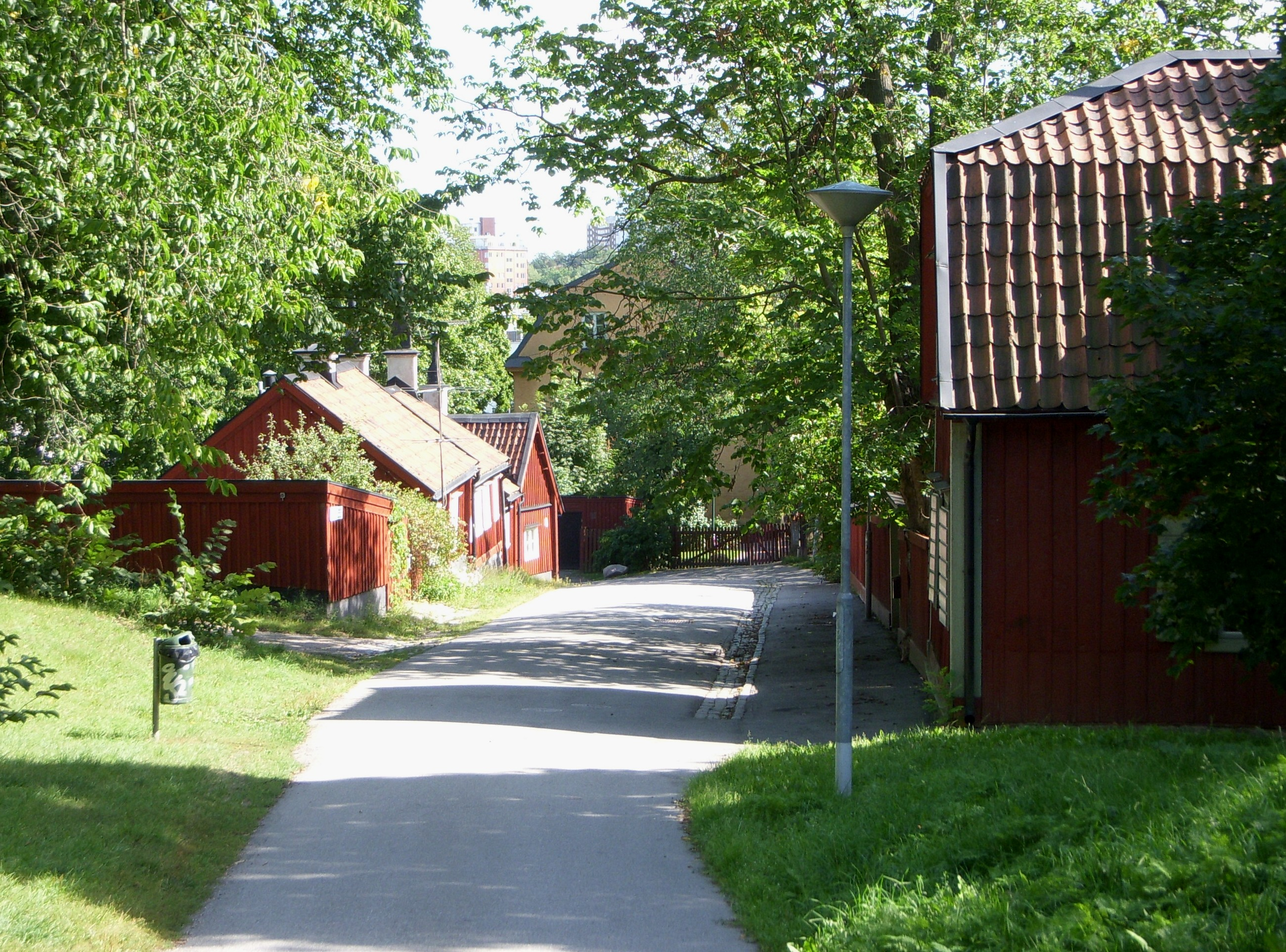
Kvastmakarbacken i augusti 2009.
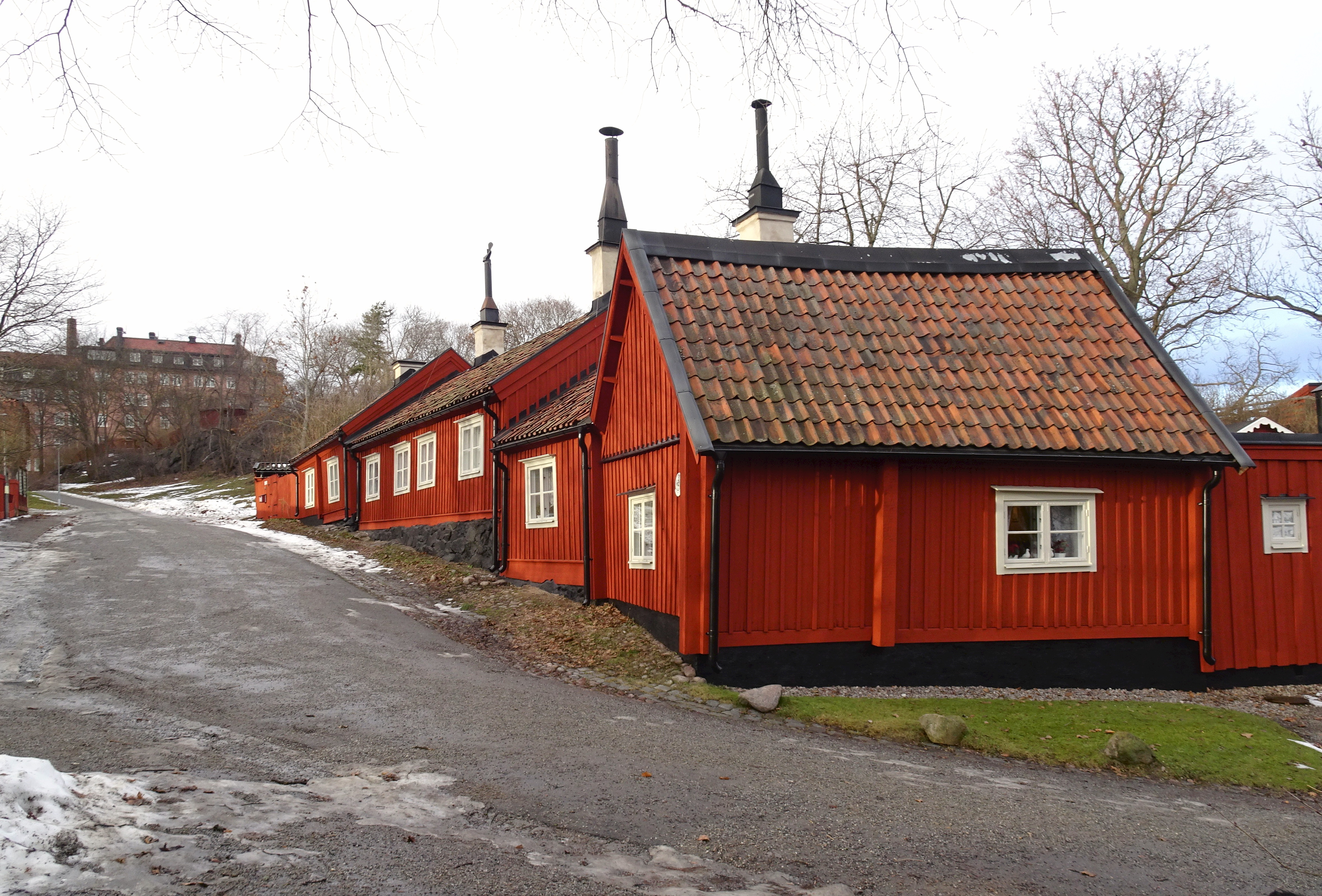
Kvastmakarbacken i januari 2017.
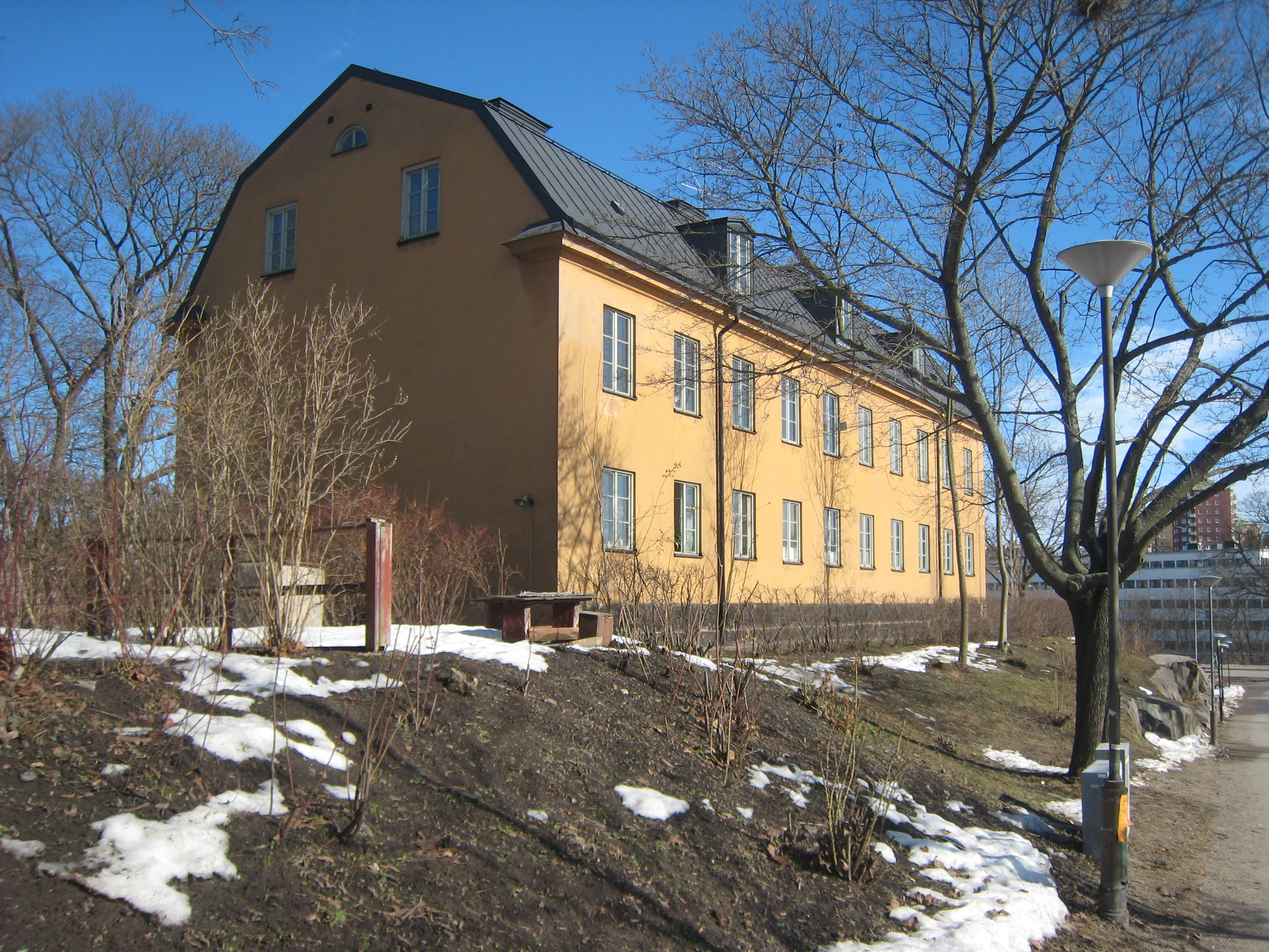
Gröna gården i mars 2010.